# Харпија (орао)
Харпија (лат. Harpia harpyja) врста је орла који насељава тропске кишне шуме Средње и Јужне Америке. То је једна од највећих познатих птица грабљивица заједно са филипинским и сурим орлом. Веома је спретан предатор са јаким канџама, које му дозвољавају да лови и релативно велике животиње, као што су лењивци и мајмуни.

## Таксономија
Молекуларна истраживања показала су блиску сродност родова Harpia и Morphnus, као и то да би ова два рода највероватније требало да буду спојена у један заједнички род. Анализе митохондријалне ДНК и једног нуклеарног интрона доводе до закључка да родови Harpia, Morphnus (ћубасти орао) и Harpyopsis (новогвинејска харпија) имају велике сличности у секвенци и формирају један кладус. Ова три монотипска рода припадају потпородици Harpiinae. Иако је филипински орао (Pithecophaga jefferyi) често сврставан у ову потпородицу, испоставило се да је он ближи сродник са потпородицом Circaetinae.

## Етимологија
Овај орао добио је име по створењима из грчке митологије, харпијама (грч. ἅρπυια), са телом птице и људском главом, најчешће женском. Оне би носиле мртве у подземни свет, као што и орао харпија граби свој плен са крошњи и преноси га уз помоћ јаких канџи.

## Изглед
Одликује се великим кљуном и масивним ногама. Има релативно велику ћубу, као и широка крила и дугачак реп. Адулти се доста разликују од јувенилних јединки. Одрасле јединке имају браон очи и црн предњи део главе, док је њен остатак светлосив. Ћуба и канџе су црни. Горњи део груди такође је црне боје, док је абдомен бео. На репу се смењују широке црне и сиве пруге. Унутрашња страна крила је бела са црном линијом на средњем перју, црним пругама на примарном и сивим пругама на секундарном перју. Код младих јединки преовладава бела боја, са светлосивим нијансама на горњем делу тела. Црна боја може се видети на горњем региону унутрашњег дела крила. Реп је са горње стране сив са 7-8 црних линија, док је његова доња страна бела и прекривена са 6-8 уских црних пруга.
Орао харпија дугачак је између 86,5 и 107 cm, а распон крила му је 183-224 cm. Код неких јединки измерене су и ширина кљуна (6,5cm), висина кљуна (3,6 cm), дужина стопала (око 12 cm) и дужина крила од рамена до врха најдужег примарног пера (54,5 cm). Женке могу да теже од 6 до 9 kg и имају распон крила између 176 и 201 cm. Измерена маса неких мужјака износи између 4 и 5 kg.

## Понашање

### Исхрана и лов
Храни се углавном животињама средње величине, као што су лењивци, мајмуни, агути, оклопници и јелени, као и већим птицама (макао папагаји, птице из субфамилија Penelopinae и Cracinae), гуштерима и понекад змијама. Лови са високе тачке у крошњи, некада на обалама река или у кратким летовима између дрвећа. Омиљена храна му је лењивац, који се може тешко запазити захваљујући доброј камуфлажи међу крошњама. Зато орао харпија има добро развијене очи са широким зеницама, које допуштају великој количини светлости да прође. Орао може дуго да чека прави тренутак док седи у крошњи и посматра околину. Када крене на плен, он га хвата канџама које су дугачке око 13 cm, колико и канџе гризли медведа. Оне плен убијају скоро моментално тако што му пробију виталне органе при грабљењу. Харпија орао може да носи три четвртине своје телесне масе, што га чини једном од најјачих птица грабљивица.

### Размножавање
Оба родитеља учествују у прављењу гнезда, које се састоји из велике масе грана и налази се на деловима близу врха високог дрвећа. У њему има места за 1-2 јајета, која су бела и могу да буду прекривена смеђим пегама. Женка највише лежи на јајима, док мужјак лови храну за младунце. Када се у гнезду налазе два јајета, углавном постоји интервал од неколико дана између њиховог излегања. У том случају најчешће само једно младунче преживи период неге. Период инкубације траје око 56 дана, међутим, забележен је случај у коме је он трајао 141-148 дана.
Родитељи храну коју донесу у гнездо очисте и откидају мале комаде којима хране младе. Они су након 6 месеци неге спремни да напусте гнездо,
али родитељи настављају да их хране наредних 6-10 месеци. Размножавање се одвија на сваке 2-3 године.

## Распрострањење
Харпија насељава кишне шуме на ниској надморској висини, као и подножја брда и планина које могу да достигну висину и до 2.000 метара. Има широк ареал распрострањења, међутим, густина насељености овог орла релативно је мала. Становник је јужног Мексика, Гватемале, Белизеа, Хондураса, Никарагве, Костарике, Панаме, Колумбије, Венецуеле, Гвајане, Суринама, Француске Гвајане, Еквадора, Перуа, Боливије, Бразила, Парагваја и северне Аргентине. Ретко крстари изнад крошњи и ретко се може наћи у отвореном простору. Није посебно плашљива животиња, али често остаје скривена упркос својој масивној грађи.